# Chemotaxonomie
Chemotaxonomie ist ein Teil der Taxonomie, bei dem Organismen (hauptsächlich Pflanzen) aufgrund von Unterschieden und Übereinstimmungen in ihrer biochemischen Zusammensetzung, insbesondere den sekundären Pflanzenstoffen, klassifiziert werden. Es werden also biochemische Merkmale in analoger Weise zu morphologischen Merkmalen zur Analyse der Verwandtschaftsverhältnisse eingesetzt. Heute wird, zusätzlich zur klassischen biochemischen Methodik und Methoden wie der Dünnschichtchromatographie, die Analyse des gesamten chemischen Stoffwechsels, des Metaboloms, unter dem Namen Metabolomik oft hier angeschlossen. Seltener wird der, in Analogie zum Genotyp gebildete Begriff Chemotyp verwendet. Die klassische Phylogenomik, bei der die Verwandtschaft anhand des Vergleichs homologer DNA-Sequenzen erforscht wird, ist aber ein klar davon getrennter Forschungszweig.
Während einige Autoren den Begriff Chemotaxonomie auf das engere Gebiet der Klassifizierung von Arten beschränken wollen, wird darunter meist auch die Analyse der Verwandtschaftsverhältnisse, also das Gebiet der biologischen Systematik, mit einbezogen. Die Begriffe Chemotaxonomie und Chemosystematik werden also meist synonym gebraucht.
Weil manche Naturstoffe allein oder hauptsächlich bei bestimmten Arten, Gattungen oder Familien vorkommen, kann dies neben der Morphologie eine Grundlage für taxonomische Einordnungen bieten. Beispiele sind das Vorkommen des Floridzine bei Äpfeln, Taririnsäure bei den Picramniaceae, Colchicin bei der Familie der Zeitlosengewächse, Lycorin bei der Familie der Narzissen, Primin bei Primula. Einige sind charakteristisch für Ordnungen und werden für deren Gliederung herangezogen, so die Betalaine als Blütenfarbsoffe bei den Caryophyllales und die schwefelhaltigen Senfölglycoside (oder Glucosinolate) bei den Brassicales. Die wichtigsten Verbindungsklassen, die zur Chemotaxonomie herangezogen werden, sind Polyphenole, insbesondere Flavonoide, Glycoside und Senfölglycoside, darunter cyanogene Glycoside und Alkaloide.
Aufgrund der Entwicklung immer besserer Analysemethoden werden Verbindungen, die man früher nur von bestimmten Pflanzen gekannt hat, jetzt auch in kleineren Konzentrationen in anderen Pflanzen nachgewiesen. Ein Beispiel ist Nicotin, das in recht hoher Konzentration (4 %) in Pflanzen der Gattung Nicotiana vorkommt, bekannt unter anderem durch die gewöhnliche Tabakpflanze Nicotiana tabacum. Nicotin scheint im Pflanzenreich freilich auch in anderen Pflanzen vorzukommen, jedoch in viel geringeren Konzentrationen als bei Nicotiana. Dadurch war dies früher nicht feststellbar.
Ein wichtiges Werk in der Chemotaxonomie ist die dreizehnteilige Serie Chemotaxonomie der Pflanzen von Robert Hegnauer. Darin beschreibt er pro Familie das Vorkommen, die Arbeitsweise und die Biosynthese von sekundären Pflanzenstoffen. Andere, knappere Werke sind Chemical Plant Taxonomy von Tony Swain und Systematik des Pflanzenreichs: Unter besonderer Berücksichtigung chemischer Merkmale und pflanzlicher Drogen von Dietrich Frohne und Uwe Jensen. Biochemical Systematics and Ecology ist eine auf Chemotaxonomie gerichtete Fachzeitschrift.